# سعيد بن سعيد بن العاص
سعيد بن سعيد بن العاص الأموي العبشمي القرشي (48 ق هـ - 8 هـ / 575م - 630م) صحابي جليل أسلم قبل فتح مكة بقليل واستعمله النبي صلى الله عليه وسلم على سوق مكة بعد الفتح، ثم شهد مع النبي غزوة الطائف وقُتِل فيهاً شهيداً في السنة الثامنة من الهجرة .

## نسبه
- هو: سعيد بن سعيد بن العاص بن أمية بن عبد شمس بن عبد مناف بن قصي بن كلاب بن مرة بن كعب بن لؤي بن غالب بن فهر بن مالك بن قريش بن كنانة بن خزيمة بن مدركة بن إلياس بن مُضَر بن نزار بن معد بن عدنان الأموي العبشمي القرشي الكناني.[2]
- كان والده سعيد بن العاص الأموي من سادة وأشراف قبيلة قريش في الجاهلية ومن كَبار أعيان مكة وكان يُقَال له ذو التاج لإنه إذا اعتم بعمامة لم يعتم أحد في مكة بنفس لون عمامته تعظيماً له، وقد هَلك أبوه كافراً في بستان له في الطائف.[3]
- أمه هي: صفية بن المُغَيرة بن عبد الله بن عُمَر بن مخزوم بن يقظة بن مرة بن كعب بن لؤي المخزومية القرشية.[4]